# Desmoplasia
In medicina, la desmoplasia è la crescita di tessuto fibroso o connettivo. È anche chiamata reazione desmoplastica per sottolineare che è secondaria a uno stimolo. La desmoplasia può verificarsi intorno a una neoplasia, causando una fibrosi densa intorno al tumore, o tessuto cicatriziale (aderenze) all'interno dell'addome in caso di chirurgia addominale.
La desmoplasia è solitamente associata solo a neoplasie maligne, che possono evocare una risposta fibrotica invadendo il tessuto sano. I carcinomi duttali infiltranti del seno hanno spesso una forma a stella causata da formazioni desmoplastiche.

## Terminologia
La desmoplasia ha origine dal greco antico δεσμός (si legge desmòs), "nodo", "legame" e πλάσις (si legge plasis), "formazione". Di solito viene utilizzato nella descrizione dei tumori a piccole cellule rotonde desmoplastiche.
Neoplasia è il termine medico usato per tumori benigni e maligni, ed è usato come termine generale che si riferisce alla crescita anormale, eccessiva, scoordinata e autonoma delle cellule di un particolare tessuto.

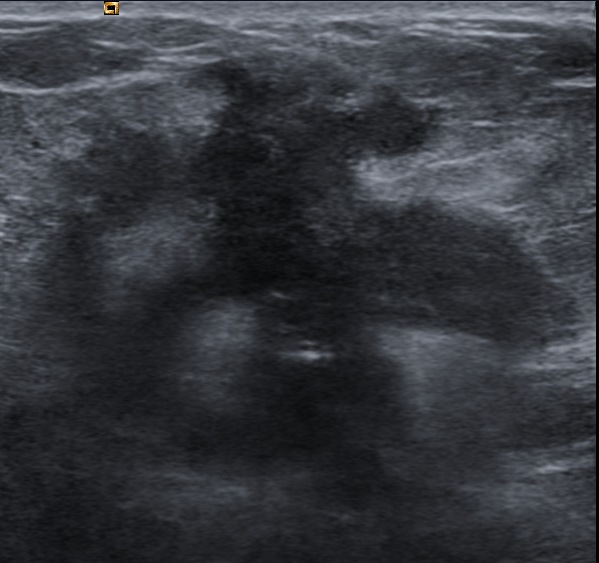
Reazione desmoplastica al cancro al seno

La desmoplasia si riferisce alla crescita di tessuto connettivo denso o stroma. Questa crescita è caratterizzata da bassa cellularità con stroma ialinizzato o sclerotico e infiltrazione disorganizzata nei vasi sanguigni. Questa crescita è chiamata risposta desmoplastica e si verifica a seguito di lesioni o neoplasie. Questa risposta è associata a malignità nelle neoplasie non cutanee e con tumori benigni o maligni se associata a patologie cutanee.
L'eterogeneità delle cellule tumorali e delle cellule dello stroma combinata con le complessità del tessuto connettivo circostante suggeriscono che la comprensione del cancro mediante l'analisi genomica delle cellule tumorali non è sufficiente; l'analisi delle cellule insieme al tessuto stromale circostante può fornire dati più completi e significativi.

### Struttura del tessuto normale e risposta della ferita
I tessuti normali sono costituiti da cellule parenchimatiche e cellule stromali. Le cellule parenchimatiche sono le unità funzionali di un organo, mentre le cellule stromali forniscono la struttura dell'organo e secernono la matrice extracellulare come tessuto connettivo di supporto. Nei normali tessuti epiteliali, le cellule epiteliali o cellule parenchimatiche degli epiteli sono cellule polari altamente organizzate. Queste cellule sono separate dalle cellule stromali da una membrana basale che impedisce a queste popolazioni di cellule di mescolarsi. Una miscela di questi tipi di cellule è riconosciuta, normalmente, come una ferita, come nell'esempio di un taglio sulla pelle. La metastasi è un esempio di uno stato patologico in cui si verifica una violazione della barriera della membrana basale.

## Cancro

### Caratteristiche della risposta stromale desmoplastica
Una risposta desmoplastica è caratterizzata da cellule stromali più grandi con fibre extracellulari aumentate e immunoistochimicamente mediante trasformazione di cellule di tipo fibroblastico in un fenotipo miofibroblastico. Le cellule miofibroblastiche nei tumori sono differenziate dai fibroblasti per la loro colorazione positiva dell'actina muscolo-liscia (SMA). Inoltre, un aumento del collagene fibrillare totale, delle fibronectine, dei proteoglicani e della tenascina C sono distintivi della risposta stromale desmoplastica in diverse forme di cancro. È stato dimostrato che l'espressione di tenascina C da parte delle cellule di cancro al seno consente metastasi ai polmoni e causa l'espressione di tenascina C da parte delle cellule stromali tumorali circostanti. Inoltre, la tenascina C si trova ampiamente anche nella desmoplasia del tumore pancreatico. Una ricerca del 2015 su campioni umani e murini ha mostrato che le cellule staminali del tumore alla prostata in fase iniziale producono tenascina C, che inibisce l'attivazione dei linfociti T, la loro proliferazione e la produzione di citochine: tale immunosoppressione permette alle staminali tumorali di sopravvivere ai tessuti contaminati, contribuire alla rigenerazione del carcinoma e dare luogo a metastasi.

#### Differenziazione di cicatrici
Mentre le cicatrici sono associate alla risposta desmoplastica di vari tumori, non tutte le cicatrici sono associate a neoplasie maligne. Le cicatrici mature sono solitamente fasci di collagene spessi disposti orizzontalmente con paucicellularità e vasi sanguigni verticali e senza appendici. Questo si distingue dalla desmoplasia nell'organizzazione del tessuto, nelle appendici e nell'orientamento dei vasi sanguigni. Le cicatrici immature sono più difficili da distinguere a causa delle loro origini neoplastiche. Queste cicatrici sono ipercellulari con fibroblasti, miofibroblasti e alcune cellule immunitarie presenti. Le cicatrici immature possono essere distinte dalla desmoplasia mediante colorazione immunoistochimica di tumori sottoposti a biopsia che rivelerà il tipo e l'organizzazione delle cellule presenti e se il trauma recente si è verificato nel tessuto.

## Esempi

### Esempi di condizioni benigne
1. Nevo melanocitario desmoplastico
2. Desmoplastic spitz naevus
3. Nevi blu cellulari desmoplastici
4. Desoplastica ipoplastica desmoplastica
5. Trichoepithelioma desmoplastico
6. Trichilemmoma desmoplastico
7. Tumore desmoplastico dell'infundibolo follicolare
8. Dermatofibroma sclerotico
9. Fibroblastoma desmoplastico
10. Neurotekeoma cellulare desmoplastico
11. Sclerosante perineurioma
12. Emangioma microvascolare
13. Cicatrici immature

### Esempi di condizioni maligne
1. Melanoma maligno desmoplastico
2. Carcinoma squamocellulare desmoplastico
3. Carcinoma a cellule basali morfoide
4. Carcinoma annessiale microcristico
5. Leiomiosarcoma cutaneo
6. Metastasi cutanee
7. Medulloblastoma desmoplastico-nodulare

### Cancro alla prostata
Lo stroma della prostata è tipicamente muscoloso. A causa di questa muscolosità, la rilevazione del cambiamento fenotipico miofibroblastico indicativo dello stroma reattivo è difficile in un esame di diapositive patologiche del paziente. Una diagnosi di stroma reattivo associato al cancro alla prostata ha una delle prognosi più infauste.

### Cancro al seno
La presentazione clinica di un nodulo al seno è istologicamente vista come un tumore collageno o risposta desmoplastica creata da miofibroblasti dello stroma tumorale. I meccanismi proposti di attivazione dei miofibroblasti sono segnalazioni di citochine immuni, danno microvascolare o segnalazione paracrina da parte delle cellule tumorali.